# Caldia

Mapa de los themas bizantinos en 950. Caldia se encuentra al noreste de la península anatólica.

Caldia (en griego: Χαλδία) fue una región histórica del noreste de Anatolia, situada en las orillas del sureste del mar Negro, actualmente parte de Turquía. Su nombre proviene de la gente que vivió allí en tiempos antiguos, los cálibes. El nombre fue utilizado en el período bizantino para designar una provincia militar y civil, el tema de Caldia (en griego: θέμα Χαλδίας), formada entre 824 y 840. En los siglos xiii al xv constituyó el núcleo del Imperio de Trebisonda, que existió hasta 1461, cuando fue conquistada por los otomanos. A pesar del nombre, no hay ninguna relación con la Caldea de Mesopotamia.

## Geografía
Inicialmente, el nombre de Caldia fue atribuido a la región alrededor de Gümüşhane, pero en el período medio bizantino, el nombre pasó a extenderse a las áreas costeras y todos los territorios de lo que hoy es la provincia turca de Trebisonda. Caldia fue la parte más oriental de la región del Ponto, cuyos límites eran el mar Negro al norte, Lázica, la parte más occidental del Reino de Iberia al este, Capadocia y Armenia Menor hacia el sur y la parte occidental del Ponto hacia el oeste.
Sus principales ciudades fueron las antiguas colonias griegas de Cerasunte (Giresun) y Trapezunte (Trebisonda), ambas situadas en las tierras bajas costeras. El interior montañoso al sur, conocido como Mesocaldia (Caldia Media), estaba escasamente poblado y fue descrito por Procopio de Cesarea como «inaccesible», pero rico«» en yacimientos minerales, especialmente plomo, pero también plata y oro. Las minas de la región dieron lugar al nombre Argirópolis («ciudad de Plata», actual Gümüşhane), la principal ciudad del interior.

## Historia
Los primeros habitantes de la región, los cálibes, fueron presentados por autores clásicos como los primeros pueblos herreros del mundo. El nombre griego para acero es chálybas (χάλυβας) y posiblemente derivaba de ellos. La primera colonia griega en la zona era Trapezunte, fundada por los mercaderes griegos de Mileto, tradicionalmente fechada en 756 a. C.  La colonización griega se restringió a la costa, una situación que se mantuvo después de un tiempo bajo el dominio romano —el control romano sobre las tribus del interior era apenas nominal en la mayoría de los casos—. Las zonas costeras eran parte de la provincia romana del Ponto Polemoniaco.
Solamente durante el reinado del emperador bizantino Justiniano (reino entre 527 y 565) las tribus guerreras de los sanos fueron subyugadas, cristianizadas y sometidas al gobierno central. Justiniano incluyó toda la región entonces constituida como provincia de Armenia I Magna, con capital en Trapezunte. En el reinado de Mauricio (reino entre 582 y 602), esta provincia fue rebautizada como Armenia III. A finales del siglo VII, con el establecimiento del sistema de temas, la región se convirtió en parte del tema armeniaco, inicialmente como una turma y posteriormente como un ducado (dux), posiblemente también integrado en ese tema.
Para las conquistas bizantinas de finales del siglo x, Caldia mantuvo la frontera noreste del Imperio bizantino. Durante los períodos 1091-1108 y 1126-1140, el tema era virtualmente independiente del gobierno central bizantino. Durante el primero de estos períodos, bajo su dux Teodoro Gabras, la región fue aislada del resto del imperio por los turcos selyúcidas. Durante el segundo período, el dux Constantino Gabras se rebeló contra el emperador Juan II Comneno (reino entre 1118 y 1143). Luego de la disolución temporal del Imperio bizantino por la cuarta cruzada en 1204, la región pasó a formar parte del nuevo Imperio de Trebisonda. En el siglo xiv, este estado estaba reducido prácticamente al territorio del antiguo tema. El Imperio de Trebisonda logró sobrevivir a los cataclismos sucesivos debido a su ubicación inaccesible, su pequeño pero muy competente ejército y una diplomacia activa basada en alianzas matrimoniales, pero finalmente sucumbió ante los otomanos en 1461.